# オウサマタイランチョウ
オウサマタイランチョウ（学名：Tyrannus tyrannus）はスズメ目・タイランチョウ科に分類される鳥。

## 分布
北アメリカで繁殖し、南アメリカで越冬する。

## 生態等
学名の語源が「暴君」を意味するTyrantからきていることから非常に攻撃的な性格で、自分よりも体の大きな鳥に対しても果敢に攻撃を仕掛けていく。